# Caso comitativo
O caso comitativo é um caso gramatical que indica companhia. A preposição "com" tem uma função semelhante, mas este caso não deve ser confundido com o caso instrumental (que também corresponde à preposição "com", mas com sentido de instrumento).
No português, as únicas palavras declinadas no caso comitativo são os pronomes oblíquos "comigo", "contigo", "consigo", "connosco" (português de Portugal)/"conosco" (português do Brasil) e "convosco", e antigamente também as contrações co, coa, cos, coas, atualmente em desuso. Às formas latinas clássicas "mecum", "tecum", "secum", "nobiscum" e "vobiscum" (formadas pela sufixação da preposição "cum" ("com") ao ablativo dos pronomes) foi novamente adicionada, como prefixo, a preposição "com".